# Злодій завжди злодій
Злодій завжди злодій (англ. Luck of the Draw) — американський трилер 2000 року.

## Сюжет
Джек, колишній в'язень, потрапляє в криваву перестрілку між бандитами Джані Понті і федеральними агентами, і зовсім несподівано для себе стає власником валізки, в якій знаходиться кліше для друку стодоларових купюр. Дізнавшись про це, Понті доручає своїм бандитам на чолі з начальником охорони Карло зловити і знищити злодія. І тепер Джеку, щоб залишитися в живих і знайти багатство, потрібно остерігатися і італійської мафії, і продажних федералів, і таємничого кілера під кличкою Вбивця, і кримінального авторитета на ім'я Макніллі, і, навіть, свого товариша Зіппо, і коханої Ребекки.

## У ролях
| Актор               | Роль             |
| ------------------- | ---------------- |
| Джеймс Маршалл      | Джек Свіні       |
| Денніс Гоппер       | Джані Понті      |
| Майкл Медсен        | Зіппо            |
| Ерік Робертс        | Карло            |
| Айс-Ті              | Макніллі         |
| Вільям Форсайт      | Макс Фентон      |
| Патрік Кілпатрик    | Вбивця           |
| Венді Бенсон-Лендіс | Ребекка Джонсон  |
| Френк Горшин        | Стерлінг Джонсон |
| Річард Рукколо      | Джебб            |
| Саша Мітчелл        | Бадді            |
| Перрі Анцилотті     | містер Таллі     |
| Енді Мілдер         | Паскаль          |